# 園國子
園國子（その くにこ，1624年—1677年8月3日，江戶時代前期女院。後水尾天皇的後宮、灵元天皇的生母，院号新广義門院（しんこうぎもんいん）。父权大納言園基音（薨後追贈左大臣），母山家藩主谷衛友之女。兄准大臣園基福，園家本姓藤原氏，又作藤原国子。

## 生平
宽永元年出生，入宫後作为後水尾上皇後宮，受到寵愛。她和上皇差28岁，姑母園光子（壬生院）也是上皇的宮人。任典侍，叙从三位。生下4皇子2皇女：尧恕法亲王、常子内亲王、真敬法亲王、尊证法亲王、识仁亲王、永享女王，幼子识仁亲王即灵元天皇。灵元天皇即位後，尊後水尾天皇中宮德川和子为皇太后。延宝五年（1677年）七月初五，国子病危，灵元天皇叙母亲准三宮，院号新广義門院。同日，園国子薨逝。